# گدینک
گدینک (به لاتین: Gdynk) یک منطقهٔ مسکونی در روسیه است که در داغستان واقع شده‌است.